# باتلر (تنسی)
باتلر (به انگلیسی: Butler) یک منطقهٔ مسکونی در ایالات متحده آمریکا است که در شهرستان جانسون، تنسی واقع شده‌است. باتلر ۶۰۸٫۰۸ متر بالاتر از سطح دریا واقع شده‌است.